# Cleistogenes songorica
Cleistogenes songorica är en gräsart som först beskrevs av Roman Julievich Roshevitz, och fick sitt nu gällande namn av Jisaburo Ohwi. Cleistogenes songorica ingår i släktet Cleistogenes, och familjen gräs. Inga underarter finns listade i Catalogue of Life.